# Uniwersytet Ekonomiczny w Bratysławie

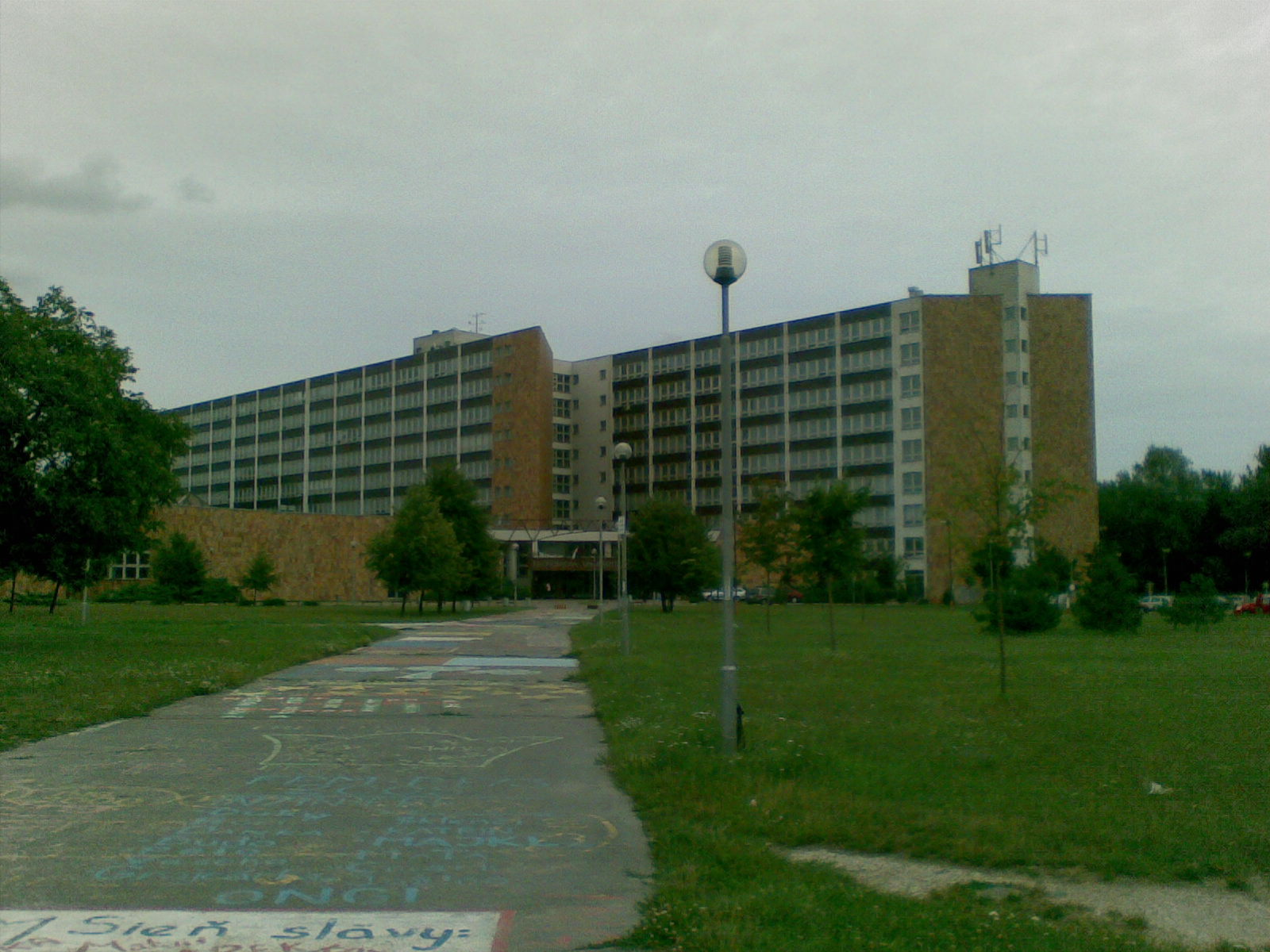
Uniwersytet Ekonomiczny w Bratysławie

Uniwersytet Ekonomiczny w Bratysławie (słow. Ekonomická univerzita v Bratislave) – najstarsza uczelnia ekonomiczna na Słowacji. Utworzony został w 1940 r. jako prywatna Wyższa Szkoła Handlowa w Bratysławie (Vysoká obchodná škola v Bratislave). W 1945 r. została upaństwowiona i przyjęła nazwę Slovenská vysoká škola obchodná (Słowacka Wyższa Szkoła Handlowa), a następnie w 1949 r. Vysoká škola hospodárskych vied (Wyższa Szkoła Nauk Ekonomicznych) i w 1952 r. Vysoká škola ekonomická (Wyższa Szkoła Ekonomiczna). 28 kwietnia 1992 r. przekształcona została w uniwersytet.
Obecnie na uczelni studiuje około 14 000 studentów. Ma ona 6 wydziałów:
- Národohospodárska fakulta
- Wydział Handlu (Obchodná fakulta)
- Wydział Informatyki Gospodarczej (Fakulta hospodárskej informatiky)
- Wydział Zarządzania (Fakulta podnikového manažmentu)
- Wydział Stosunków Międzynarodowych (Fakulta medzinárodných vzťahov)
- Wydział Zarządzania w Koszycach (Podnikovohospodárska fakulta v Košiciach).